# Cremastus hyalinipennis
Cremastus hyalinipennis är en stekelart som först beskrevs av Cresson 1872.  Cremastus hyalinipennis ingår i släktet Cremastus och familjen brokparasitsteklar. Inga underarter finns listade i Catalogue of Life.